# Taxonomia dos objetivos educacionais

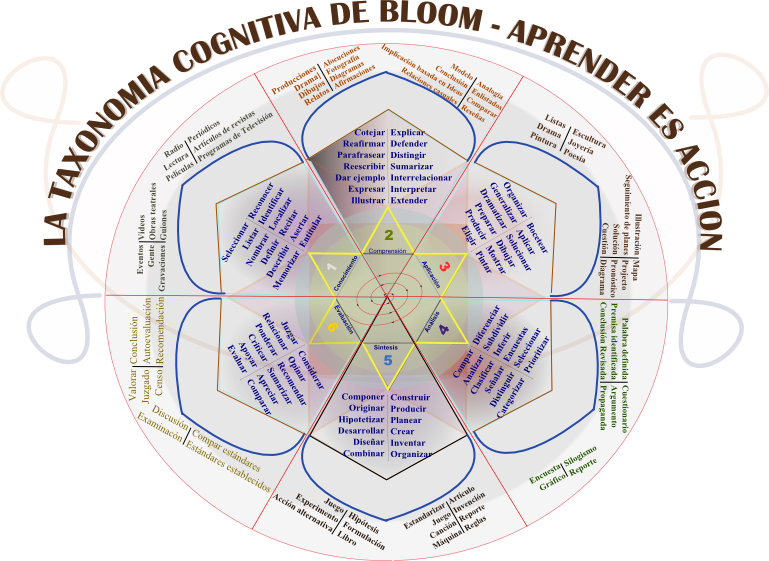
O Círculo de Bloom onde é mostrado a Taxonomia cognitiva do psicólogo estadunidense (em espanhol)

A taxonomia dos objetivos educacionais, também popularizada como taxonomia de Bloom,  é uma estrutura de organização hierárquica de objetivos educacionais. Foi resultado do trabalho de uma comissão multidisciplinar de especialistas de várias universidades dos Estados Unidos, liderada por Benjamin S. Bloom, no ano de 1956. A classificação proposta por Bloom dividiu as possibilidades de aprendizagem em três grandes domínios:
— o cognitivo, abrangendo a aprendizagem intelectual;
— o afetivo, abrangendo os aspectos de sensibilização e gradação de valores;
— o psicomotor, abrangendo as habilidades de execução de tarefas que envolvem o aparelho motor.
Cada um destes domínios tem diversos níveis de profundidade de aprendizado. Por isso a classificação de Bloom é denominada hierarquia: cada nível é mais complexo e mais específico que o anterior.
O terceiro domínio não foi terminado, e apenas o primeiro foi implementado em sua totalidade.

## Domínio cognitivo
As habilidades no domínio cognitivo tratam de conhecimento, compreensão e o pensar sobre um problema ou fato.
- Conhecimento: memorização de fatos específicos, de padrões de procedimento e de conceitos.
- Compreensão: imprime significado, traduz, interpreta problemas, instruções, e os extrapola.
- Aplicação: utiliza o aprendizado em novas situações.
- Análise: de elementos, de relações e de princípios de organização
- Síntese: estabelece padrões
- Avaliação: julga com base em evidência interna ou em critérios externos

Está em andamento a discussão sobre a Criatividade substituir a Síntese (2013-14).

## Domínio afetivo
Na hierarquia de Bloom, o domínio afetivo trata de reações de ordem afetiva e de empatia. É dividido em cinco níveis:
- Recepção: Percepção, Disposição para receber e Atenção seletiva
- Resposta: participação ativa, Disposição para responder e Satisfação em responder
- Valorização: Aceitação, Preferência e Compromisso (com aquilo que valoriza)
- Organização: Conceituação de valor e Organização de um sistema de valores
- Internalização de valores: comportamento dirigido por grupo de valores, comportamento consistente, previsível e característico.

## Domínio psicomotor
O domínio psicomotor, na hierarquia de Bloom, trata de habilidades relacionadas com manipular ferramentas ou objetos.
Bloom não criou itens para esse domínio; outros autores fizeram propostas. Um exemplo é [carece de fontes?]:
- Percepção: reconhece os movimentos essenciais.
- Resposta conduzida: responde com coordenação motora fina e refinada a partir de treino.
- Automatismos: automatizou movimentos reflexivos básicos na resposta.
- Respostas complexas: elabora com desenvoltura e coordenação repostas a estímulos.
- Adaptação: Improvisa movimentos, adapta-se e readapta-se em diferentes situações.
- Organização: Organiza espontaneamente a partir de reflexos complexos respostas a estímulos.

## Revisões e críticas
Uma das questões sobre o trabalho de Bloom é a existência ou não de uma hierarquia estrita e sequencial.
A classificação foi mais tarde revisada por diversos cientistas, como Lorin W. Anderson e David R. Krathwohl, co-autor do trabalho original. Essa nova classificação apresenta mudanças como colocar síntese em um nível mais elevado do que avaliação.